# Guy Delhasse
Guy Delhasse (Bélgica, 19 de febrero de 1933-27 de enero de 2025) fue un futbolista y entrenador belga. Se desempeñaba en posición de guardameta.

## Selección nacional
Fue internacional con la Selección de fútbol de Bélgica en siete ocasiones.

## Clubes
| Club      | País    | Año         |
| --------- | ------- | ----------- |
| RFC Lieja | Bélgica | 1952 - 1967 |
| Beringen  | Bélgica | 1967 - 1969 |